# Pop
La música pop (del inglés pop music, contracción de popular music), también conocida simplemente como pop, es un género de música popular que tuvo su origen a finales de los años 1950 como una derivación del Pop tradicional, en combinación con otros géneros musicales que estaban de moda en aquel momento. Los términos música pop y música popular se usan a menudo de manera indistinta, aunque el segundo tiene un sentido más amplio al dar cabida a otros géneros distintos del pop que se consideren populares.
Es un género ecléctico, que toma prestados elementos de otros estilos como el urban, el dance, el rock, la música latinoamericana, el rhythm and blues o el folk. Con todo, hay elementos esenciales que definen al pop, como son las canciones de corta a media duración, escritas en un formato básico (a menudo la estructura estrofa-estribillo), así como el uso habitual de estribillos repetidos, de temas melódicos y ganchos. La instrumentación se compone habitualmente de guitarra, batería, bajo, guitarra eléctrica, teclado, sintetizador, etc.

## Origen del término

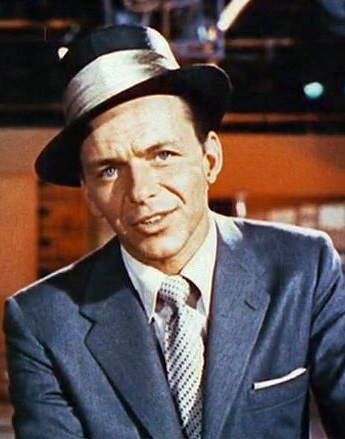
Frank Sinatra contribuyó en la popularización del género musical en todo el mundo. Sinatra originó un convite de admiradoras denominadas Bobby Soxers.

El término canción pop se registró por primera vez en 1926, usado en el sentido de una pieza musical «que tenga atractivo popular». A partir de la década de 1950, el término «música pop» se ha utilizado para describir un género distinto, destinado a un mercado joven, a menudo caracterizado como una alternativa suave al rock and roll. Según el musicólogo T. Warner, «a raíz del auge de los artistas británicos de la conocida como invasión británica, alrededor de 1967, el término fue utilizado cada vez más en oposición al concepto de música rock, para describir una forma musical más comercial, efímera y accesible».

## Influencias y desarrollo

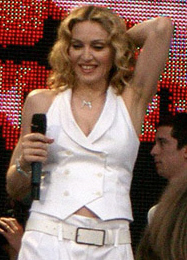
Madonna, conocida como la «Reina del pop» e incorporada al Libro Guinness de los récords como la artista femenina más exitosa y con mayores ventas de todos los tiempos.

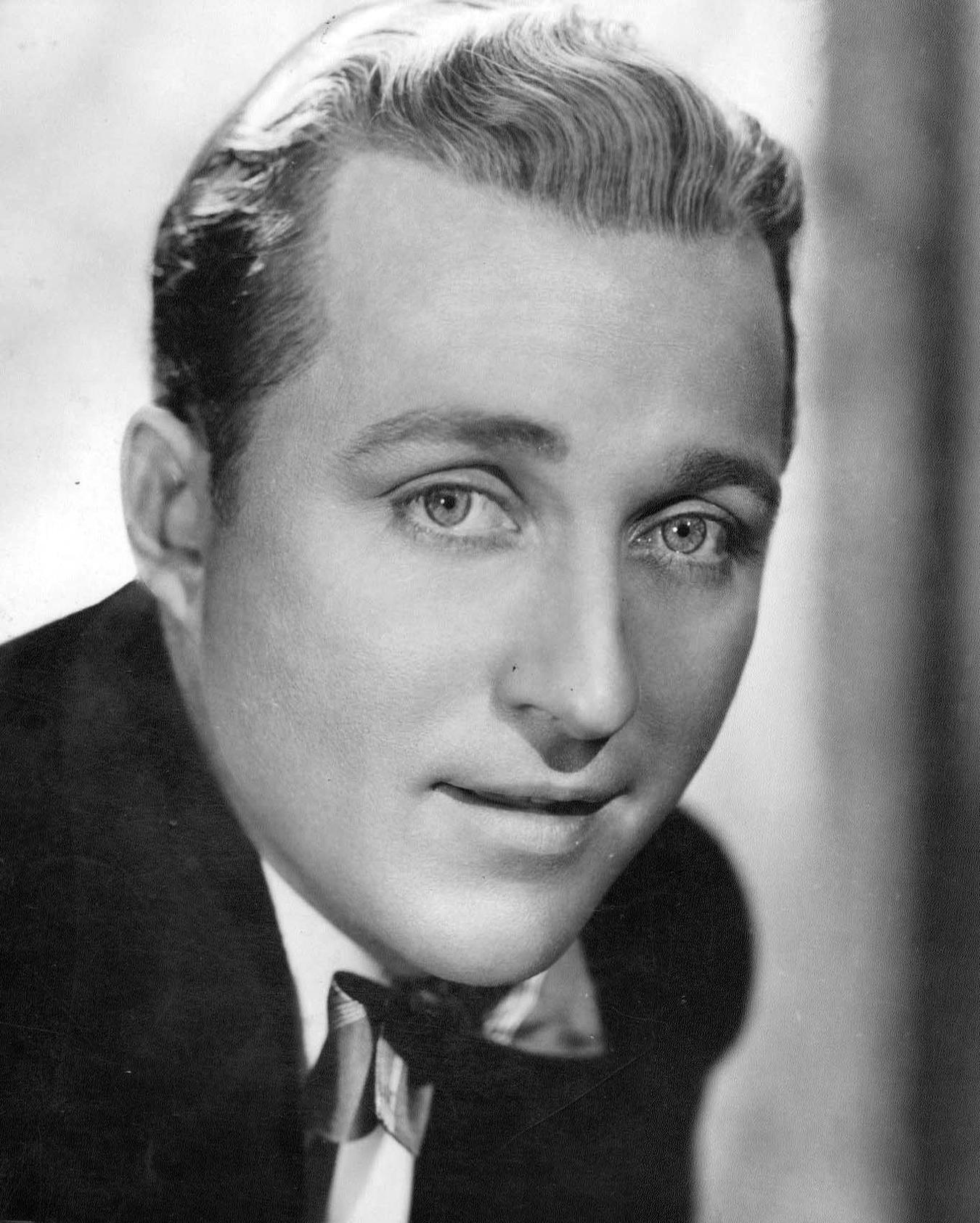
Bing Crosby fue el primer artista en ostentar el seudónimo de "Rey del Pop". Su gran fama y popularidad mundial durante los años 30, 40, 50, 60 y 70, además de sus contribuciones musicales, lo hicieron acreedor a esta distinción. Es considerado el primer artista multimedia y la primera figura cultural de gran audiencia en todo el mundo.

A lo largo de su existencia, la música pop ha absorbido influencias de la mayoría de los otros géneros de música popular. El pop de los comienzos se inspiró en la balada sentimental para tomar su forma, tomó del góspel y el soul su uso de las armonías vocales, del jazz, el country y el rock su instrumentación, de la música clásica su orquestación, del dance su tempo, de la música electrónica su acompañamiento, del hip hop elementos rítmicos, y recientemente ha incorporado también los pasajes hablados del rap.
El pop llevó al estrellato a Frank Sinatra, Dinah Shore, Jo Stafford, Perry Como, Peggy Lee, Patti Page y David Whitfield. 
Bing Crosby, el rey del Pop en aquel entonces y el primero en ostentar ese seudónimo, ya se había establecido como el cantante más popular en todo el mundo en la década de los 40s. Dos innovaciones notables fueron la adición de secciones de cuerda y arreglos orquestales y un mayor énfasis en la interpretación vocal y fraseo.
La adición de cuerdas exuberantes se puede escuchar en gran parte de la música popular durante las décadas de 1940 y 1950. A principios de la década de 1950, cuando el dominio del swing dio paso a la era de la música pop tradicional, muchos de los vocalistas asociados con las bandas de swing se hicieron aún más populares y fueron figuras centrales en la música popular. Así mismo, ha sacado partido de las innovaciones tecnológicas. En los años 1940 un mejorado diseño del micrófono hizo posible un estilo de canto más íntimo, y diez o veinte años más tarde los discos de 45 r. p. m. —baratos y más duraderos— «revolucionaron la manera en que se diseminó el pop» y ayudaron a conducir a la música pop a «un star system de disco/radio/cine».
Otro cambio tecnológico fue la amplia disponibilidad de la televisión en los años 1950; con las actuaciones televisadas, «las estrellas del pop tenían que tener una presencia visual». En la década de los 60, la introducción de receptores de radio baratos y portátiles significó que los adolescentes podían oír música fuera de casa. La grabación multipista (de los 60) y el sampling digital (de los 80) han sido usados también como medios para la creación y elaboración de música pop. A comienzos de los 80, la promoción de la música pop se había nutrido del auge de los programas y canales musicales de televisión, como la MTV, que «favorecieron a aquellos artistas como Michael Jackson y Madonna que poseían un fuerte atractivo visual».

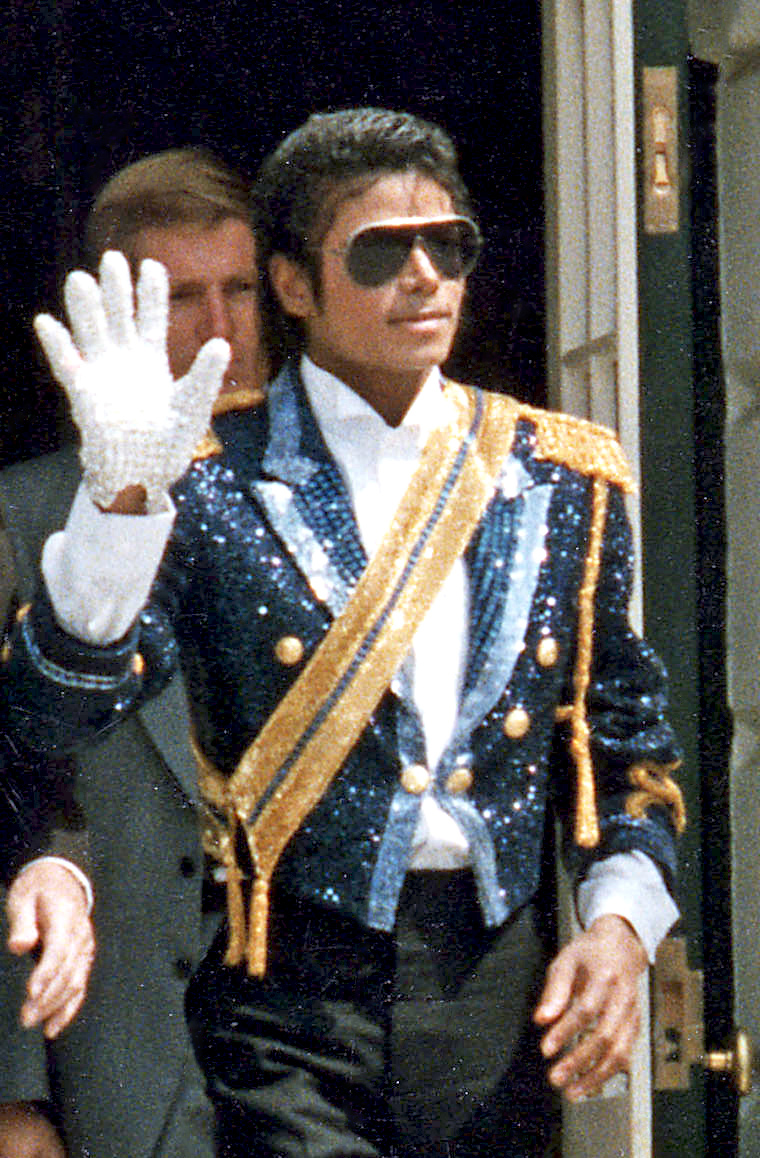
Michael Jackson ha sido llamado «Rey del pop» desde los años 80 hasta la actualidad y su álbum Thriller posee el récord del álbum más vendido de todos los tiempos.

La música pop ha estado dominada por la industria musical norteamericana y británica, cuya influencia ha hecho de la música pop una especie de monocultura internacional, pero la mayoría de las regiones y de los países tienen su propia forma de pop, a veces produciendo versiones locales de tendencias más amplias y prestándoles características locales. Alguna de estas tendencias (por ejemplo el k-pop) han tenido un significativo impacto en el desarrollo del género.
De acuerdo con Grove Music Online, «los estilos occidentales de pop, ya sea coexistiendo o marginalizando a los géneros de carácter local, se han expandido por el mundo y han llegado a constituir unos denominadores estilísticos comunes en las culturas globales de música comercial». Algunos países no occidentales, como Japón, han desarrollado una industria próspera de música pop, la mayoría de la cual se enfoca al pop de estilo occidental, y ha producido durante varios años una cantidad de música mayor que cualquier otro país excepto Estados Unidos. No solo en Japón se ha desarrollado la música pop de manera internacional, también se ha desarrollado en otros países de Asia como Corea, o en China, donde se puede encontrar el Cpop. Estos distintos géneros del pop en estos últimos años han tomado un gran impacto entre los adolescentes y los adultos, atrayéndolos con sus vídeos de alta producción y canciones con letras de profundo significado. La expansión de la música pop de estilo occidental ha sido interpretada de manera variada como la representación de procesos de americanización, homogeneización, modernización, apropiación creativa, imperialismo cultural, y/o un proceso más genérico de globalización.

## Características

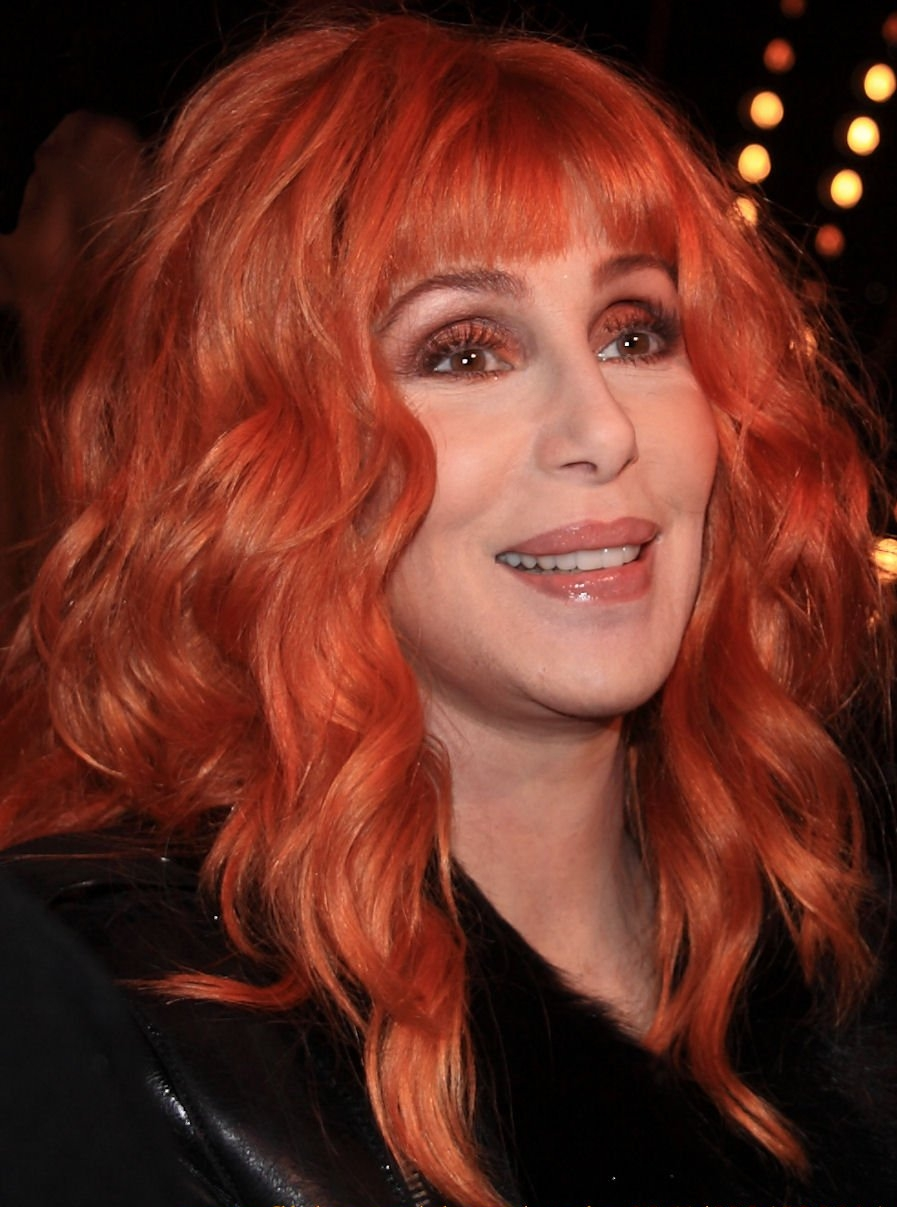
Cher, la cantante pop que abrió los caminos a muchos artistas del género con la mayor brecha de trayectoria en la industria musical con más de 50 años, apodada la «Diosa del Pop».

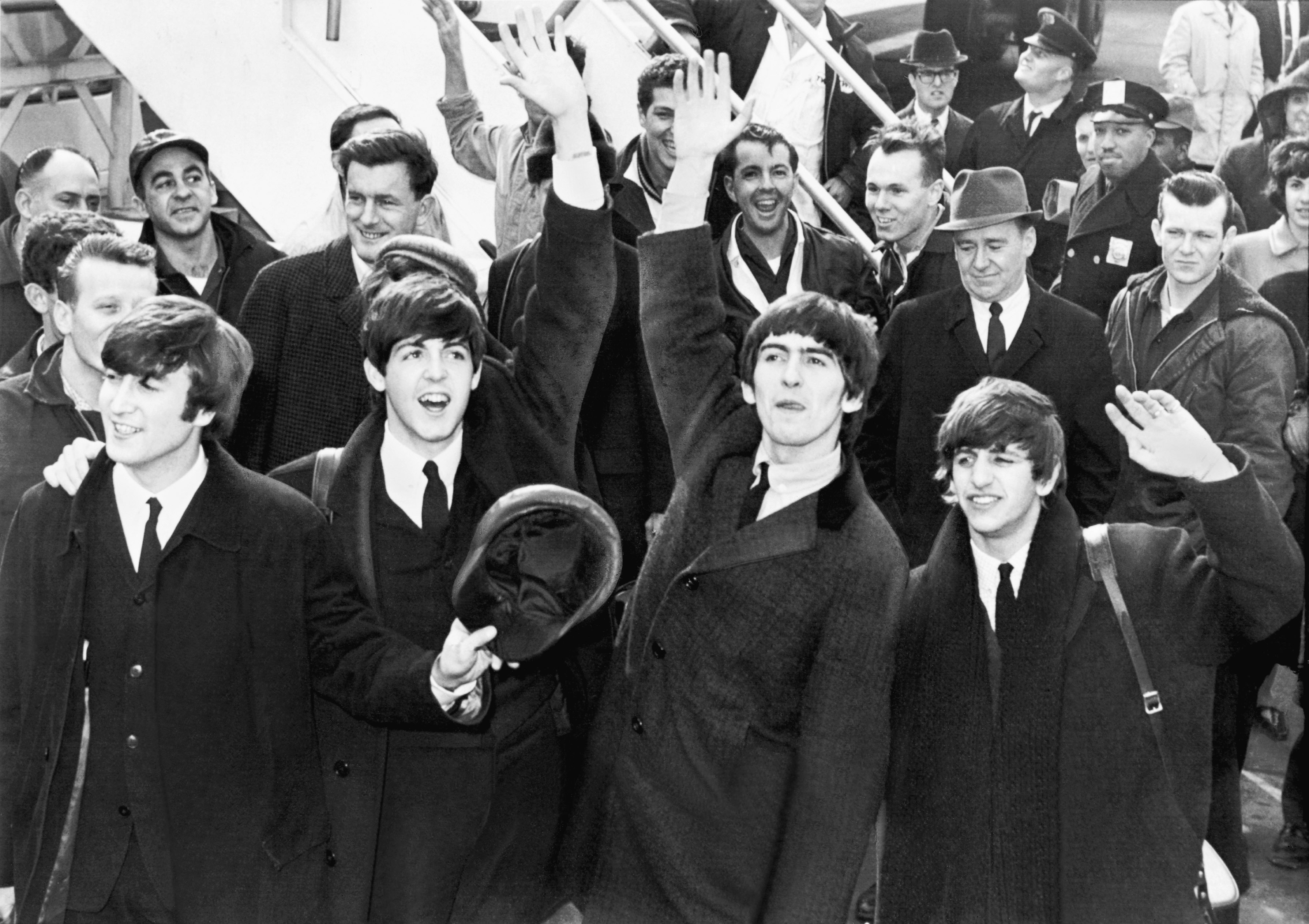
The Beatles. Aunque la banda es principalmente de rock, también abarcó el género pop, lo cual los convierte en la banda pop con mayores ventas.

Los musicólogos suelen identificar unas series de características muy típicas del género de música popular: un enfoque en canciones individuales o sencillos (singles), en lugar de obras extensas o álbumes; el objetivo de atraer a un público general, en lugar de dirigirse a una subcultura o ideología; una preferencia por la artesanía por encima de cualidades formales artísticas; cierto énfasis en la grabación, producción y tecnología, antes que la actuación en vivo; y una tendencia a reflejar las tendencias existentes en lugar de a los desarrollos progresivos.
El principal elemento de la música pop es la canción, a menudo de entre tres y cinco minutos de duración, generalmente marcada por un elemento rítmico constante y notable, un estilo afín a la corriente dominante, y una estructura tradicional y simple.
Las variantes más comunes son la estrofa, el estribillo y la forma de treinta y dos compases, con una especial atención a las melodías pegadizas y un estribillo que contrasta melódica, rítmica y armónicamente con la estrofa.
El ritmo y las melodías tienden a ser sencillos, con un acompañamiento armónico limitado. Las letras de las canciones pop modernas se centran típicamente en temas de la vida cotidiana entre ellas las relaciones amorosas, las experiencias personales y los temas sociales, entre otros.
La armonía de la música pop coincide con la de la tonalidad europea clásica, utilizando a menudo los ciclos de subdominante-dominante-tónica, aunque también con influencias frecuentes de la escala de blues.

## Críticas
El pop, al tiempo que es el género musical con mayor difusión y popularidad, es también blanco de diversas críticas. 
Según la opinión del crítico de rock y sociólogo británico Simon Frith, la música pop se produce «como una cuestión de empresa, no de arte… está diseñado para atraer a todos» y «no proviene de ningún lugar en particular o marca ningún gusto particular». No está «conducida por ninguna ambición significativa, excepto el lucro y la recompensa comercial... y en términos musicales, es esencialmente conservadora».
Es provista siempre desde lo alto (por las compañías discográficas, programadores de radio y promotores de conciertos) en lugar de estar hecha desde abajo... El pop no es una música “hecha por uno mismo”, sino que es profesionalmente producida y envasada».
Por otro lado, algunos críticos musicales, comentaristas sociales e investigadores de la industria de la música indican que la música pop contemporánea sufre de un declive en calidad. Este declive puede reflejarse en el descenso de las ventas, la opinión pública cada vez más desfavorable, estudios históricos y el descenso en la audiencia de los conciertos. Además las investigaciones demuestran que las canciones pop cada vez son más similares entre sí, además de que su composición se ha vuelto mucho más minimalista, como consecuencia del descenso del interés por parte de los compositores en incorporar novedades en sus producciones, optando en su lugar por imitar a sus predecesores y contemporáneos.